# Rosgaard

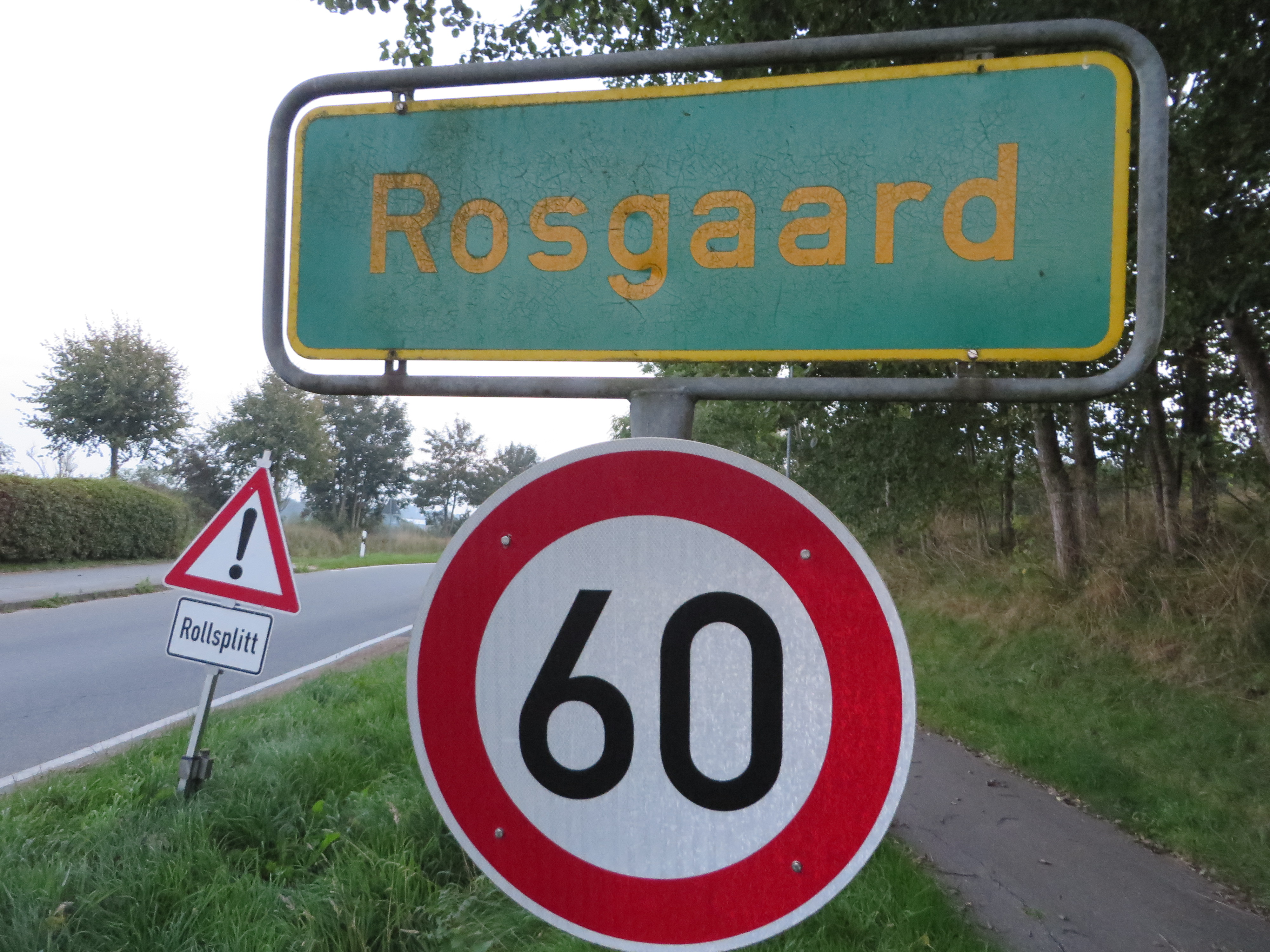
Ortshinweistafel Rosgaard

Rosgaard (dänisch: Rosgård) ist ein Weiler der Gemeinde Wees, der nach der dort ursprünglich gelegenen Burganlage namens Rosgaard benannt wurde.

## Hintergrund
Die ehemalige Burg Rosgaard war auf Ländereien des zuvor niedergelegten Dorfes Rubüll errichtet worden, das beim heutigen Oxbüll lag. Der Name der Burg, der ursprünglich Rusgaard lautete, setzt sich aus den Wortbestandteilen „Ros“ beziehungsweise „Rus“ und „Gaard“ zusammen. „Rus“ leitet sich entweder vom lateinischen Namen „Rus Regis“, deutsch: Königsfeld, des mittelalterliche Rude Klosters ab, an dessen Stelle zum Ende des 16. Jahrhunderts das Schloss Glücksburg errichtet wurde, oder es leitet sich vom Dorf Rude ab, das beim Kloster lag und das auch dem dortigen Fluss Ruenbek beziehungsweise „Rüdebeck“ den Namen gab. Ein Zufluss zum besagten Fluss liegt in Form eines kleinen Baches auch bei Rosgaard. Der Namensbestandteil Ga(a)rd, dänisch für Hof, deutet in Angeln auf einen Herrenhof hin.
Dieser „Rüder Hof“ fand erstmals im 16. Jahrhundert Erwähnung. Das Freigut diente zunächst als Meierhof. König Friedrich I. oder Friedrich II. verlehnte dem Hofdiener von Breda, der ihm seinen Einspänner geführt hatte, das Gut auf Lebenszeit. Erst nach dem Tod des Herrn von Breda sollte das Gut an Herzog Johann den Jüngeren fallen, doch dem Herzog lebte der alte Mann zu lange. Mit Hilfe des Pastors Niels wurde 1609 der alte Mann dazu bewogen, das Gut zu räumen. Der Herzog übernahm sodann das Der alte Mann verstarb 1613 in Flensburg.  Danach trug der Hof den Namen Philippshof, nach Herzog Philipp, dem Sohn und Nachfolger von Herzog Johann, der 1622 gestorben war.
1632 war der Hof im Besitz des Hofjunkers Hans von Gelhorn-Koltschen. Dieser stiftete 1643 der Rüllschauer Michaeliskirche eine Empore. Der Hofjunker starb 1651. Er wurde in der Munkbraruper Kirche begraben. Der Adelssitz wurde in der Folgezeit weiter verpachtet. Die Pächter, die dem Herrn von Gelhorn Koltschen folgten, sind durch das Erdbuch von 1685 und durch Munkbraruper Kirchenbücher überliefert worden.
1755 wurde das Gut Rosgaard parzelliert, der Hof abgebrochen, worauf sodann 1755/56 das Dorf Rosgaard entstand. Mit der Parzellierung kam auch ein Ölgemälde, auf dem eine zweiundzwanzig-köpfige Familie mit einem greisen Familienvater dargestellt ist, in den Besitz der Rüllschauer Kirche. Mitte des 19. Jahrhunderts bestand das Dorf Rosgaard aus 16 kleinen Parzellenstücken. Die Rosgaarder Parzellisten gingen nebenher einer handwerklichen Nebentätigkeit nach, beispielsweise als Tischler, Böttcher, Rademacher, Schneider und Weber.
Der Burggrund ist heute bebaut oder dient als Ackerland. Um 1860 soll der Burgplatz noch erkennbar gewesen sein. Der Heimatforscher Jakob Röschmann vermutete in den 1960er Jahren, das die Burg Rosgaard beim Otto-Möller-Hof, Rosgaard 5 (Lage) und dem benachbarte Petersen-Hof, Rosgaard 10 (Lage) lag. Die Burg lag dort vermutlich südlich vom Otto-Möller-Hof auf einem ehemals halbinselartigen Plateau von 80 × 60 Meter Größe, wo sich heute eine Pferdekoppel befindet (Lage). Bei der Burg Rosgaard handelte es sich demnach vermutlich um eine Wasserburg. Westlich vom Plateau soll ein Teich gelegen haben, der zugeschüttet wurde. Dieser Teich war mit dem südlich gelegenen Graben verbunden. Dieser „Rüllschauer Graben“ bildet im Süd-Westen die Grenze zwischen Rosgaarder Gebiet und Rüllschauer Gebiet. Der Rüllschauer Graben fließt weiter nach Osten, wo er in den „Rosgaarder Bach“ fließt, der einen Zufluss zur Munkbrarupau darstellt. Die Fundstelle wird also nach Süden und Südosten durch den Graben sowie westlich durch den verschütteten Teich begrenzt.
Der Weiler Rosgaard hat auf Grund seines Straßenverlaufs und der Anordnung der Häuser heute eine ringförmige Gestalt. Der nördliche Teil des Weilers Roosgard ist mit dem ebenfalls zu Wees gehörigen Dorf Oxbüll verwachsen.